# 2011
2011. је била проста година.

## Догађаји

### Јануар
- 1. јануар — Естонија је усвојила евро као националну валуту.
- 9. јануар — У Јужном Судану је почео да се одржава референдум о независности од Судана 6 година након завршетка грађанског рата у Судану.
- 14. јануар — Председник Туниса Зин ел Абидин ибн Али свргнут је са власти после масовних протеста.
- 24. јануар — Најмање 35 особа је погинуло, а више од 100 је повређено у самоубилачком бомбашком нападу на московском аеродрому Домодедово.
- 25. јануар — Почео је први талас Египатске револуције, која је на крају довела до уклањања Хоснија Мубарака после скоро 30 година власти.
- 25. јануар — Скупштина Савета Европе усвојила Резолуцију о нехуманом поступању према људима и нелегалној трговини људским органима на Косову и Метохији, коју је предложио специјални известилац Дик Марти. За гласало 169 посланика.
- 30. јануар — Новак Ђоковић освојио Отворено првенство Аустралије, победом над Ендијем Маријем 3:0.

### Фебруар
- 11. фебруар — Под притиском протестаната председник Египта Хосни Мубарак је поднео оставку после више од 29 година на власти.
- 22. фебруар — Бехђет Пацоли изабран за председника Републике Косово.
- 27. фебруар — Савет безбедности Уједињених нација усвојио Резолуцију којом уводи санкције либијском лидеру Моамеру Ел Гадафију, његовој породици, и блиским сарадницима његовог режима.
  - У Бенгазију, на истоку Либије, формирана прелазна Влада на челу са бившим министром правде Либије Мустафом Абделом Џалилом.

### Март
- 3. март — Бивши генерал Армије Босне и Херцеговине, Јован Дивјак, ухапшен на аеродрому у Бечу на основу потернице коју је за њим издала Србија због сумње да је одговоран за ратни злочин у Добровољачкој улици у Сарајеву 1992.
- 8. март — У Бриселу отпочели преговори Београда и Приштине, уз посредовање Европске уније, а који су предвиђени резолуцијом Генералне скупштине УН из септембра 2010.
- 11. март — Снажан земљотрес, јачине око 9 рихтера, је погодио север Јапана и изазвао цунами.
- 12. март — Реактор у нуклеарној електрани Фукушима 1 се истопио и експлодирао, испустивши радиоактивност у атмосферу дан после разорног земљотреса и цунамија.
- 14. март — Скупштина Србије изабрала реконструисану Владу Србије, која уместо ранија 24 ресора, сада има 17.
- 17. март — Савет безбедности УН усвојио Резолуцију о забрани зоне летења изнад Либије.
- 19. март — Француско ратно ваздухопловство је покренуло операцију Харматан, што је био почетак стране интервенције у Либијском грађанском рату.
- 21. март — Западне војне снаге, предвођене САД и Француском, отпочеле другу фазу ваздушних удара против Либије.
- 23. март — Премијер Русије, Владимир Путин, посетио Београд.
- 25. март — Земљотрес јачине 6,8 Рихтерове скале погодио Мјанмар. Погинуло најмање 75 људи.

### Април
- 4. април — Ухапшен некадашњи градоначелник Требиња, Божидар Вучуревић, за којим је Хрватска расписала потерницу због гранатирања Дубровника 1991.
- 9. април — У тржном центру недалеко од Амстердама, наоружани нападач убио шест особа, а ранио 13.
- 10. април — Четири особе погинуле у паду авиона типа „Цесна 172“ у Мрчајевцима код Чачка.
- 11. април — 11 особа погинуло у терористичком нападу у Минску.
- 15. април — Хашки трибунал осудио хрватског генерала Анту Готовину на 24 године, а Младена Маркача на 18 година затвора због злочина почињених над Србима у лето и јесен 1995. Трећи оптужени, генерал Иван Чермак, ослобођен оптужбе.
- 16. април — Опозиционе странке, предвођене Српском напредном странком, одржале митинг испред Скупштине Србије у Београду са којег је затражено расписивање ванредних парламентарних избора. Лидер СНС, Томислав Николић, отпочео штрајк глађу до испуњења захтева.
- 23. април — Одигран 140. вечити дерби у фудбалу између Партизана и Црвене звезде, резултат 1:0.
- 29. април — Венчали се Вилијам, војвода од Кембриџа и Кејт Мидлтон.

### Мај
- 2. мај — Америчке снаге убиле вођу Ал Каиде, Осаму бин Ладена, у Пакистану.
- 4. мај — Хашки трибунал одбио да усвоји захтев лидера Српске радикалне странке, Војислава Шешеља, за прекид суђења и ослобађање.
- 11. мај — Фудбалери Партизана освојили Куп Србије, пошто су фудбалери Војводине, десет минута пре краја утакмице, напустили терен протестујући због суђења.
- 14. мај — Певачки дует Ел и Ники, представници Азербејџана, освојили Песму Евровизије у Немачкој са нумером „Running scared“. Представница Србије, Нина Радојичић са песмом „Чаробан“, освојила 14. место.
- 26. мај — У месту Лазарево код Зрењанина је ухапшен ратни командант Војске Републике Српске и хашки оптуженик Ратко Младић.
- 29. мај — Више од тридесет особа повређено, а око стотинак приведено након нереда који су избили током митинга Српске радикалне странке у центру Београда, који је одржан у знак протеста због хапшења Ратка Младића.
- 31. мај — Ратко Младић испоручен Хашком трибуналу.

### Јул
- 3. јул — Новак Ђоковић освојио Вимблдон, пошто је у финалу савладао Рафаела Надала резултатом 3:1.
- 4. јул — Новак Ђоковић први пут доспео на прво место АТП листе у појединачној конкуренцији у својој каријери.
- 8. јул — У свемир је из Кејп Канаверала последњи пут лансиран шатл Атлантис, на последњу мисију једног свемирског шатла.
- 9. јул — Јужни Судан, одвојивши се од Судана, постао самостална држава.
- 20. јул — На Фрушкој гори ухапшен једини преостали хашки оптуженик, Горан Хаџић, бивши председник Републике Српске Крајине.
- 21. јул — Окончан је Насин програм спејс-шатлова слетање шатла Атлантис после мисије СТС-135.
- 22. јул — У два повезана терористичка напада у Ослу и на острву Утоја Андерс Брејвик је убио 77 особа.
- 25. јул — Косовске специјалне јединице РОСА заузеле административне прелазе Јариње и Брњак на граници са централном Србијом. Срби одговорили постављањем барикада и даноноћним блокадама магистралних и других путева на северу Косова.
- 27. јул — У немирима на северу Космета, спаљени гранични прелази на административној линији са Србијом — Јариње и Брњак.
- 31. јул — Погинуо је Љубиша Стојановић Луис на ауто-путу код Фекетића.

### Септембар
- 7. септембар — У авионској несрећи код Јарослављa у Русији погинуло је 44 особа, међу којима и хокејаши Локомотиве Јарославље.

### Октобар
- 2. октобар — Женска одбојкашка репрезентација Србије освојила Првенство Европе, победивши у Београду репрезентацију Немачке резултатом 3:2.
- 11. октобар — Фудбалска репрезентација Србије у Марибору поражена од Словеније 1:0 и тако изгубила могућност да избори пласман у бараж за одлазак на Европско првенство 2012. у Пољској и Украјини.
- 12. октобар — Европска комисија препоручила да Србија добије статус кандидата за улазак у Европску унију.
- 20. октобар — Бивши либијски вођа Моамер ел Гадафи убијен у Сирту, а снаге Прелазног националног савета су преузеле контролу над градом.
  - Двадесетак Срба повређено, када је КФОР покушао да уклони барикаде које су постављене према административном прелазу Брњак.
- 28. октобар — Напад на амбасаду САД у Сарајеву, нападач рањен.
- 29. октобар — На скупу Српске напредне странке у Нишу, амбасадор Русије у Србији, Александар Конузин, јавно подржао ову странку, што је изазвало негодовања у једном делу јавности.
- 30. октобар — Један полицајац погинуо а други повређен, у Старим Лединцима приликом интервенције по дојави за случај насиља у породици. Тешко повређен и нападач, док је његов отац погинуо.
- 31. октобар — Лидер Српске радикалне странке, Војислав Шешељ, осуђен у Хашком трибуналу на 18 месеци затвора пошто је проглашен кривим за објављивање информација о идентитету заштићених сведока

### Новембар
- 7. новембар — Амерички боксер Џо Фрејзер је преминуо у 67. години.
- 8. новембар — Астероид -{2005 YU55} је прошао на растојању од Земље које износи 85% растојања Земље од Месеца.

### Децембар
- 3. децембар — Преговарачки тимови Београда и Приштине постигли договор о интегрисаном управљању граничним прелазима Брњак и Јариње.
- 4. децембар — На парламентарним изборима у Хрватској, владајући ХДЗ претрпео жесток пораз. Апсолутни победник коалиција Кукурику под вођством СДП-а Зорана Милановића.
- На парламентарним изборима у Словенији, листа Позитивна Словенија предвођена градоначелником Љубљане Зораном Јанковићем победила, освојивши 28,5% гласова.
- 9. децембар — Србији одложено давање статуса кандидата за улазак у Европску унију до фебруара 2012, када ће бити објављен следећи извештај о напретку Србије на путу ка ЕУ. Због ове одлуке, потпредседник Владе Србије Божидар Ђелић поднео оставку на своју функцију.
- 10. децембар — Посмртни остаци српског правника и председника Владе Краљевине Југославије у избеглиштву, Слободана Јовановића, сахрањени у Алеји заслужних грађана у Београду.
- 12. децембар — Генерал-потпуковник Љубиша Диковић именован за начелника Генералштаба Војске Србије.
- 23. децембар — Ступила на дужност нова Влада Хрватске, на челу са лидером СДП-а Зораном Милановићем.
- 29. децембар — Председник Србије, Борис Тадић, помиловао глумца Жарка Лаушевића, осуђеног у Црној Гори због двоструког убиства у Подгорици 1993.

## Смрти

### Јануар
- 2. јануар — Живко Ђак, српски сликар и графичар (*1942)[1]
- 2. јануар — Фадил Хаџић, југословенски и хрватски драмски писац и филмски редитељ (*1922)[2]
- 8. јануар — Јиржи Динстбир, чешки политичар и дипломата (*1937)[3]
- 10. јануар — Боривоје Бора Костић, српски и југословенски фудбалер (*1930)[4]
- 23. јануар — Новица Тадић, српски песник (*1949)[5]
- 31. јануар — Јунис Санборн, најстарија жива особа (*1896)

### Фебруар
- 3. фебруар — Јелена Милоградов-Турин, српски астроном (*1935)
- 6. фебруар — Гери Мур, ирски рок и блуз гитариста (*1952)[6]
- 12. фебруар — Петер Александер, аустријски глумац и певач (*1926)[7]
- 27. фебруар — Неџметин Ербакан, бивши премијер Турске (*1926)[8]
- 28. фебруар — Џејн Расел, америчка глумица (*1921)[9]

### Март
- 7. март — Милка Ивић, српски лингвиста (*1923)[10]
- 18. март — Ворен Кристофер, амерички политичар (*1925)
- 23. март — Елизабет Тејлор, америчка глумица (*1932)[11]
- 23. март — Живорад Ковачевић, бивши политичар и дипломата, председник Европског покрета у Србији (*1930)

### Април
- 14. април — Брана Црнчевић, српски књижевник и новинар (*1933)[12]
- 18. април — Ивица Видовић, хрватски глумац (*1939)[13]
- 23. април — Бане Вукашиновић, српски новинар и телевизијски водитељ (*1933)[14]
- 23. април — Милорад Бата Михаиловић, српски сликар (*1923)
- 30. април — Ернесто Сабато, аргентински књижевник (*1911)[15]

### Мај
- 1. мај — Осама бин Ладен, вођа Ал-Каиде (*1957)
- 9. мај — Ваутер Вејлант, белгијски бициклиста. (*1984)
- 15. мај — Велимир Животић, српски глумац (*1924)[16]

### Јун
- 3. јун — Доброслав Ћулафић, политичар (*1926)[17]
- 5. јун — Леон Бота, јужноафрички сликари и ди-џеј (*1985)
- 7. јун — Хорхе Семпрун, шпански књижевник (*1923)
- 12. јун — Никша Стипчевић, историчар књижевности (*1929)[18]
- 23. јун — Питер Фолк, амерички глумац (*1927)[19]
- 29. јун — Стеван Гардиновачки, српски глумац (*1936)[20]

### Јул
- 2. јул — Оливера Марковић, српска глумица (*1925)[21]
- 5. јул — Душан Јанићијевић, српски глумац (*1932)[22]
- 8. јул — Милан Шипка, професор и лингвиста (*1931)[23]
- 23. јул — Ејми Вајнхаус, енглеска кантауторка (*1983)
- 24. јул — Милан Делчић Делча, српски музичар и драматург (*1960)
- 29. јул — Мухарем Первић, српски књижевни и позоришни критичар (*1934)[24]
- 31. јул — Љубиша Стојановић Луис, српски певач и музичар (*1952)[25]

### Август
- 3. август — Буба Смит, амерички глумац и спортиста. (*1945)[26]
- 22. август — Лоријо, немачки режисер, глумац и карикатурист. (*1923)
- 25. август — Лазар Мојсов, политичар (*1920)

### Септембар
- 14. септембар — Рудолф Лудвиг Месбауер, немачки физичар[27]
- 25. септембар — Василија Радојчић, певачица изворне народне музике (*1936)[28]
- 26. септембар — Серђо Бонели, италијански стрип аутор и издавач (*1932)

### Октобар
- 20. октобар — Муамер ел Гадафи, либијски вођа (*1942)
- 27. октобар — Радомир Константиновић, српски књижевник и филозоф (*1928)

### Новембар
- 7. новембар — Џо Фрејзер, амерички боксер (*1944)[29]
- 10. новембар — Петар Краљ, српски глумац (*1941)[30]
- 24. новембар — Иво Етеровић, југословенски и српски уметник фотографије (*1935)
- 25. новембар — Михаило Ђурић, српски филозоф и социолог (*1925)[31]
- 28. новембар — Анте Марковић, последњи председник Владе СФРЈ (*1924)[32]

### Децембар
- 12. децембар — Предраг Ћерамилац, српски глумац (*1944)[33]
- 17. децембар — Сезарија Евора, зеленортска певачица етно музике (*1941)
- 17. децембар — Ким Џонг Ил, севернокорејски државник (*1942)
- 18. децембар — Вацлав Хавел, први председник Чешке републике и драмски писац (*1936)[34]
- 23. децембар — Марко Марковић, спортски новинар (*1935)[35]
- 24. децембар — Јоханес Хестерс, холандски глумац и певач (*1903)[36]
- 31. децембар — Александар Фира, правник (*1929)[37]

## Нобелове награде
- Физика — Сол Перлматер, Адам Рис и Брајан Шмит
- Хемија — Данијел Шехтман
- Медицина — Брус Бојтлер, Жил Офман и Ралф Стајнман
- Књижевност — Томас Транстремер
- Мир — Елен Џонсон Серлиф, Лејма Гбови и Тавакул Карман
- Економија — Томас Сарџент и Кристофер Симс